# 克洛德·埃什
克洛德·埃什（法語：Claude Hêche，發音：[klod ɛʃ]；1952年12月20日—），是一名瑞士政治家、瑞士社會民主黨黨員，現任瑞士聯邦院議長。

## 生平
2005年至2007年期間，埃什是汝拉州政府的官員；其後在2007年當選為瑞士聯邦院汝拉州代表議員。